# Tour de Ski 2021
Il Tour de Ski 2021 si è svolto dal 1° al 10 gennaio 2021. Le gare sono iniziate a Val Müstair, Svizzera e terminaranno in Val di Fiemme, Italia. I detentori dei titoli erano il russo Aleksandr Bol'šunov e la norvegeseTherese Johaug. Therese Johaug non parteciperà al Tour de Ski insieme alla sua Norvegia e alla Finlandia per le preoccupazioni derivanti dalla pandemia di COVID-19

## Calendario
| Tappe | Luogo                | Data            | Evento                                 | Distanza | Distanza | Orario (CET) | Orario (CET) | Donne              | Donne               | Uomini              | Uomini              |
| Tappe | Luogo                | Data            | Evento                                 | Donne    | Uomini   | Donne        | Uomini       | Vittoria tappa     | Leader cl. generale | Vittoria tappa      | Leader cl. generale |
| ----- | -------------------- | --------------- | -------------------------------------- | -------- | -------- | ------------ | ------------ | ------------------ | ------------------- | ------------------- | ------------------- |
| 1     | Val Müstair Svizzera | 1º gennaio 2021 | Sprint tecnica libera                  | 1,4 km   | 1,4 km   | 11:45        | 11:15        | Linn Svahn         | Linn Svahn          | Federico Pellegrino | Federico Pellegrino |
| 2     | Val Müstair Svizzera | 2 gennaio 2021  | Mass start tecnica classica            | 10 km    | 15 km    | 12:30        | 14:45        | Linn Svahn         | Linn Svahn          | Aleksandr Bol'šunov | Aleksandr Bol'šunov |
| 3     | Val Müstair Svizzera | 3 gennaio 2021  | Pursuit tecnica libera                 | 10 km    | 15 km    | 15:25        | 11:30        | Jessica Diggins    | Jessica Diggins     | Aleksandr Bol'šunov | Aleksandr Bol'šunov |
| 4     | Dobbiaco Italia      | 5 gennaio 2021  | Individuale start tecnica libera       | 10 km    | 15 km    | 13:00        | 14:45        | Jessica Diggins    | Jessica Diggins     | Aleksandr Bol'šunov | Aleksandr Bol'šunov |
| 5     | Dobbiaco Italia      | 6 gennaio 2021  | Pursuit tecnica classica               | 10 km    | 15 km    | 13:30        | 14:40        | Julija Stupak      | Jessica Diggins     | Aleksandr Bol'šunov | Aleksandr Bol'šunov |
| 6     | Val di Fiemme Italia | 8 gennaio 2021  | Mass start tecnica classica            | 10 km    | 15 km    | 15:15        | 13:15        | Natal'ja Neprjaeva | Jessica Diggins     | Aleksandr Bol'šunov | Aleksandr Bol'šunov |
| 7     | Val di Fiemme Italia | 9 gennaio 2021  | Sprint tecnica classica                | 1,3 km   | 1,5 km   | 13:05        | 13:05        | Linn Svahn         | Jessica Diggins     | Oskar Svensson      | Aleksandr Bol'šunov |
| 8     | Val di Fiemme Italia | 10 gennaio 2021 | Final Climb, Mass start tecnica libera | 10 km    | 10 km    | 12:45        | 15:45        | Ebba Andersson     | Jessica Diggins     | Denis Spicov        | Aleksandr Bol'šunov |

## Punti
Il vincitore della classifica generale ottiene 400 punti, mentre il vincitore di tappa ottiene 50 punti.
| Pos.  | 1   | 2   | 3   | 4   | 5   | 6   | 7   | 8   | 9   | 10  | 11 | 12 | 13 | 14 | 15 | 16 | 17 | 18 | 19 | 20 | 21 | 22 | 23 | 24 | 25 | 26 | 27 | 28 | 29 | 30 | 31-40 | >40 |
| ----- | --- | --- | --- | --- | --- | --- | --- | --- | --- | --- | -- | -- | -- | -- | -- | -- | -- | -- | -- | -- | -- | -- | -- | -- | -- | -- | -- | -- | -- | -- | ----- | --- |
| Punti | 400 | 320 | 240 | 200 | 180 | 160 | 144 | 128 | 116 | 104 | 96 | 88 | 80 | 72 | 64 | 60 | 56 | 52 | 48 | 44 | 40 | 36 | 32 | 28 | 24 | 20 | 20 | 20 | 20 | 20 | 10    | 5   |

| Pos.  | 1  | 2  | 3  | 4  | 5  | 6  | 7  | 8  | 9  | 10 | 11 | 12 | 13 | 14 | 15 | 16 | 17 | 18 | 19 | 20 | 21 | 22 | 23 | 24 | 25 | 26 | 27 | 28 | 29 | 30 |
| ----- | -- | -- | -- | -- | -- | -- | -- | -- | -- | -- | -- | -- | -- | -- | -- | -- | -- | -- | -- | -- | -- | -- | -- | -- | -- | -- | -- | -- | -- | -- |
| Punti | 50 | 46 | 43 | 40 | 37 | 34 | 32 | 30 | 28 | 26 | 24 | 22 | 20 | 18 | 16 | 15 | 14 | 13 | 12 | 11 | 10 | 9  | 8  | 7  | 6  | 5  | 4  | 3  | 2  | 1  |

## Classifiche finali

### Classifica generale
| Pos. | Nome                | Tempo     |
| ---- | ------------------- | --------- |
| 1    | Aleksandr Bol'šunov | 3h32'32"3 |
| 2    | Maurice Manificat   | +3'23"9   |
| 3    | Denis Spicov        | +3'36"7   |
| 4    | Ivan Jakimuškin     | +3'40"6   |
| 5    | Artëm Mal'cev       | +4'03"3   |
| 6    | Evgenij Belov       | +5'08"5   |
| 7    | Andrej Mel'ničenko  | +5'23"7   |
| 8    | Dario Cologna       | +6'04"6   |
| 9    | Clément Parisse     | +6'12"4   |
| 10   | Jules Lapierre      | +6'22"9   |

| Pos. | Nome                | Tempo     |
| ---- | ------------------- | --------- |
| 1    | Jessica Diggins     | 3h04'45"8 |
| 2    | Julija Stupak       | +1'24"8   |
| 3    | Ebba Andersson      | +2'00"8   |
| 4    | Tat'jana Sorina     | +2'58"1   |
| 5    | Krista Pärmäkoski   | +3'23"0   |
| 6    | Rosie Brennan       | +3'27"6   |
| 7    | Natal'ja Neprjaeva  | +3'28"5   |
| 8    | Katharina Hennig    | +3'41"4   |
| 9    | Teresa Stadlober    | +5'10"8   |
| 10   | Kateřina Beroušková | +5'21"2   |

### Classifica punti
| Pos. | Nome                | Punti |
| ---- | ------------------- | ----- |
| 1    | Aleksandr Bol'šunov | 101   |
| 2    | Gleb Retivykh       | 90    |
| 3    | Federico Pellegrino | 71    |
| 4    | Richard Jouve       | 42    |
| 5    | Artëm Mal'cev       | 38    |

| Pos. | Nome             | Punti |
| ---- | ---------------- | ----- |
| 1    | Linn Svahn       | 83    |
| 2    | Jessica Diggins  | 74    |
| 3    | Anamarija Lampič | 51    |
| 4    | Ebba Andersson   | 50    |
| 5    | Maja Dahlqvist   | 43    |

### Classifica per nazioni[6]
| Pos. | Nazione     | Tempo       |
| ---- | ----------- | ----------- |
| 1    | Russia      | 13h17'31"85 |
| 2    | Svezia      | +14'26"2    |
| 3    | Stati Uniti | +24'23"8    |
| 4    | Germania    | +24'50"8    |
| 5    | Italia      | +30'18"0    |

## Tappe

### 1ª Tappa
1º gennaio 2021, Val Müstair, Svizzera
| Pos. | Nome                | Tempo   |
| ---- | ------------------- | ------- |
| 1    | Federico Pellegrino | 3'08"44 |
| 2    | Aleksandr Bol'šunov | +0"57   |
| 3    | Richard Jouve       | +2"53   |
| 4    | Gleb Retivykh       | +4"33   |
| 5    | Artëm Mal'cev       | +4"82   |

| Pos. | Nome             | Tempo    |
| ---- | ---------------- | -------- |
| 1    | Linn Svahn       | 3'30"01  |
| 2    | Jessica Diggins  | +3"41    |
| 3    | Frida Karlsson   | +5"83    |
| 4    | Rosie Brennan    | +8"00    |
| 5    | Nadine Fähndrich | +1'02"00 |

### 2ª Tappa
2 gennaio 2021, Val Müstair, Svizzera
| Pos. | Nome                | Tempo   |
| ---- | ------------------- | ------- |
| 1    | Aleksandr Bol'šunov | 34'09"8 |
| 2    | Dario Cologna       | +23"5   |
| 3    | Ivan Jakimuškin     | +25"3   |
| 4    | Maurice Manificat   | +27"7   |
| 5    | Denis Spicov        | +34"4   |

| Pos. | Nome             | Tempo   |
| ---- | ---------------- | ------- |
| 1    | Linn Svahn       | 30'09"9 |
| 2    | Julija Stupak    | +0"7    |
| 3    | Jessica Diggins  | +0"8    |
| 4    | Frida Karlsson   | +1"4    |
| 5    | Katharina Hennig | +2"0    |

### 3ª Tappa
3 gennaio 2021, Val Müstair, Svizzera
| Pos. | Nome                | Tempo   |
| ---- | ------------------- | ------- |
| 1    | Aleksandr Bol'šunov | 32'11"1 |
| 2    | Artëm Mal'cev       | +53"7   |
| 3    | Maurice Manificat   | +1'07"0 |
| 4    | Denis Spicov        | +1'10"7 |
| 5    | Ivan Jakimuškin     | +1'34"2 |

| Pos. | Nome             | Tempo   |
| ---- | ---------------- | ------- |
| 1    | Jessica Diggins  | 26'54"1 |
| 2    | Rosie Brennan    | +5"6    |
| 3    | Frida Karlsson   | +10"7   |
| 4    | Anamarija Lampič | +57"9   |
| 5    | Julija Stupak    | +59"4   |

### 4ª Tappa
5 gennaio 2021, Dobbiaco, Italia
| Pos. | Nome                | Tempo   |
| ---- | ------------------- | ------- |
| 1    | Aleksandr Bol'šunov | 32'49"6 |
| 2    | Denis Spicov        | +8"3    |
| 3    | Ivan Jakimuškin     | +13"9   |
| 4    | Aleksej Červotkin   | +19"2   |
| 5    | Artëm Mal'cev       | +21"8   |

| Pos. | Nome              | Tempo   |
| ---- | ----------------- | ------- |
| 1    | Jessica Diggins   | 25'14"5 |
| 2    | Rosie Brennan     | +14'8   |
| 3    | Ebba Andersson    | +22"2   |
| 4    | Julija Stupak     | +25'7   |
| 5    | Krista Pärmäkoski | +31'1   |

### 5ª Tappa
6 gennaio 2021, Dobbiaco, Italia
| Pos. | Nome                | Tempo   |
| ---- | ------------------- | ------- |
| 1    | Aleksandr Bol'šunov | 34'32"9 |
| 2    | Ivan Jakimuškin     | +55"5   |
| 3    | Evgenij Belov       | +55"6   |
| 4    | Aleksej Červotkin   | +56"8   |
| 5    | Andrej Mel'ničenko  | +58"7   |

| Pos. | Nome              | Tempo   |
| ---- | ----------------- | ------- |
| 1    | Julija Stupak     | 29'24"7 |
| 2    | Ebba Andersson    | +0"7    |
| 3    | Jessica Diggins   | +0"8    |
| 4    | Rosie Brennan     | +17"3   |
| 5    | Krista Pärmäkoski | +37"3   |

### 6ª Tappa
8 gennaio 2020, Val di Fiemme, Italia
| Pos. | Nome                 | Tempo   |
| ---- | -------------------- | ------- |
| 1    | Aleksandr Bol'šunov  | 41'33"7 |
| 2    | Francesco De Fabiani | +1"8    |
| 3    | Aleksej Červotkin    | +3"7    |
| 4    | Ilia Semikov         | +6"7    |
| 5    | Ivan Jakimuškin      | +7"6    |

| Pos. | Nome               | Tempo   |
| ---- | ------------------ | ------- |
| 1    | Natal'ja Neprjaeva | 30'35"5 |
| 2    | Katharina Hennig   | +2"4    |
| 3    | Ebba Andersson     | +4"1    |
| 4    | Teresa Stadlober   | +6"6    |
| 5    | Johanna Matintalo  | +7"2    |

### 7ª Tappa
9 gennaio 2020, Val di Fiemme, Italia
| Pos. | Nome                | Tempo   |
| ---- | ------------------- | ------- |
| 1    | Oskar Svensson      | 3'19"83 |
| 2    | Gleb Retivych       | +0"24   |
| 3    | Aleksandr Bol'šunov | +0"32   |
| 4    | Federico Pellegrino | +0"70   |
| 5    | Valentin Chauvin    | +0"76   |

| Pos. | Nome               | Tempo   |
| ---- | ------------------ | ------- |
| 1    | Linn Svahn         | 3'14"69 |
| 2    | Maja Dahlqvist     | +0"54   |
| 3    | Emma Ribom         | +0"84   |
| 4    | Natal'ja Neprjaeva | +1"60   |
| 5    | Tat'jana Sorina    | +1"97   |

### 8ª Tappa
10 gennaio 2020, Val di Fiemme, Italia
| Pos. | Nome                | Tempo   |
| ---- | ------------------- | ------- |
| 1    | Denis Spicov        | 32'41"1 |
| 2    | Aleksandr Bol'šunov | +13"3   |
| 3    | Maurice Manificat   | +15"2   |
| 4    | Evgenij Belov       | +21"8   |
| 5    | Andrej Mel'ničenko  | +24"0   |

| Pos. | Nome             | Tempo   |
| ---- | ---------------- | ------- |
| 1    | Ebba Andersson   | 34'45"6 |
| 2    | Jessica Diggins  | +9"2    |
| 3    | Delphine Claudel | +32"6   |
| 4    | Julija Stupak    | +40"0   |
| 5    | Tat'jana Sorina  | +1'04"3 |